# Châteaubleau
Châteaubleau ist eine französische Gemeinde mit 338 Einwohnern im Département Seine-et-Marne in der Region Île-de-France. Sie gehört zum Arrondissement Provins und zum Kanton Nangis. Die Einwohner heißen Castelblotins.

## Geographie
Châteaubleau liegt etwa 80 Kilometer östlich vom Pariser Stadtzentrum entfernt. Das Gemeindegebiet wird vom Fluss Yvron durchquert. Die Gemeinde grenzt im Norden an Saint-Just-en-Brie, im Osten an Vieux-Champagne und Maison-Rouge, im Süden an Vanvillé und im Westen an La Croix-en-Brie.

## Bevölkerungsentwicklung
| Jahr      | 1968 | 1975 | 1982 | 1990 | 1999 | 2007 |
| Einwohner | 142  | 132  | 164  | 213  | 263  | 311  |

## Sehenswürdigkeiten

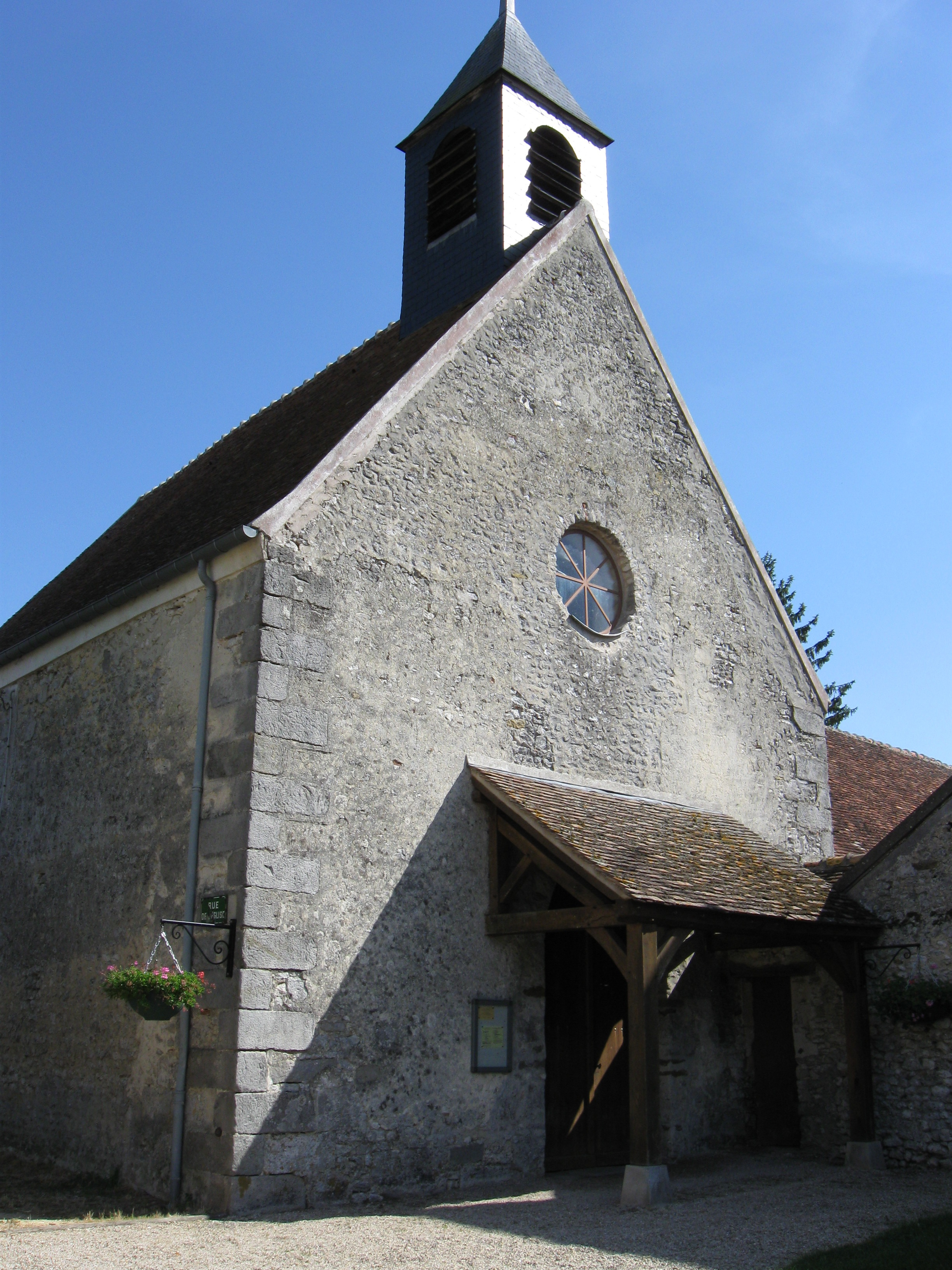
Kirche in Châteaubleau

Siehe: Liste der Monuments historiques in Châteaubleau